# Menú degustació
Menú degustació és una pel·lícula de comèdia hispanoirlandesa del 2013 dirigida per Roger Gual i protagonitzada per Stephen Rea.
La pel·lícula es va exhibiral Festival de Cinema de Màlaga l'abril de 2013 i es va estrenar a Espanya el 14 de juny de 2013. L'abril de 2013, es va anunciar que Magnolia Pictures havia adquirit els drets de distribució als Estats Units. La pel·lícula es va estrenar als cinemes estatunidencs el 18 d'abril de 2014.

## Repartiment
- Jan Cornet com a Marc
- Claudia Bassols com a Rachel
- Vicenta Ndongo com a Mar
- Fionnula Flanagan com la comptessa
- Stephen Rea com a Walter
- Togo Igawa com a Ishao
- Andrew Tarbet com a Max
- Marta Torné com a Mina
- Akihiko Serikawa com a Yoshio
- Timothy Gibbs com a Daniel
- Santi Millán com el presentador
- Andrea Ros com a Paula
- Andrés Herrera com a Ramon
- Iván Morales com a Edu
- Marc Rodríguez com Hidalgo
- Nancys Rubias com a músics